# Jiutaisaurus xidiensis
Lo jiutaisauro (Jiutaisaurus xidiensis) è un dinosauro erbivoro appartenente ai sauropodi. Visse probabilmente verso la fine del Cretaceo inferiore (circa 100 milioni di anni fa) e i suoi resti fossili sono stati ritrovati in Cina. 

## Classificazione
Questo dinosauro, descritto per la prima volta nel 2006, è conosciuto per alcuni resti incompleti di età incerta (probabilmente fine del Cretaceo inferiore), che comprendono diciotto vertebre caudali articolate fra di loro, provenienti dalla metà anteriore della coda, e con alcune ossa (chevron) associate. Le caratteristiche di questo dinosauro erano insolite per un sauropode del Cretaceo: le vertebre possedevano articolazioni concave ad entrambe le estremità, come in Diplodocus e Apatosaurus, mentre molti sauropodi cretacei (i titanosauri) possedevano un'articolazione concava solo nella parte anteriore della vertebra. I chevron (le ossa che stavano al di sotto delle vertebre caudali) erano semplici (contrariamente a quelli di Diplodocus) e simili a quelli di sauropodi come Camarasaurus e Opisthocoelicaudia. È possibile che fosse un parente di quest'ultimo animale, come anche un altro sauropode enigmatico del Cretaceo cinese, Huabeisaurus. 